# Bulletin des Sciences Physiques et Naturelles en Neerlande
Bulletin des Sciences Physiques et Naturelles en Neerlande (abreviado Bull. Sci. Phys. Nat. Néerl.) fue una revista con ilustraciones y descripciones botánicas que fue editada en Leiden desde 1838 hasta 1840, publicándose 3 números.